# 获山氏菌属
获山氏菌属為获山氏菌科的一属细菌。此属的模式种为洞穴获山氏菌(Beutenbergia cavernae)。

## 下属物种
本属包括以下物种：
- 洞穴获山氏菌 Beutenbergia cavernae Groth et al. 1999